# Guardian (singolo)
Guardian è il singolo di lancio dell'ottavo album Havoc and Bright Lights della cantautrice canadese Alanis Morissette, il primo singolo ufficiale annunciato dopo il settimo album di inediti Flavors of Entanglement del 2008. La canzone presenta suoni elettronici e di genere rock e pop, ed è stata scritta dalla stessa Alanis Morissette insieme al produttore discografico Guy Sigsworth.

## Il singolo
Il singolo Guardian è stato pubblicato in anteprima dell'ottavo album Havoc and Bright Lights, l'11 maggio in tutto il mondo. È stato reso disponibile anche sul canale ufficiale della cantante di YouTube.
Guardian è un brano che nella versione dell'album dura quattro minuti e diciotto secondi, mentre la versione radiofonica è quasi un minuto e mezzo più corta. Si tratta di una canzone pop rock con una struttura standard di canzone con introduzione della chitarra heavy e della tastiera. Il brano presenta una melodia orecchiabile e positiva, evidenziata dagli effetti dei suoni del pianoforte e della chitarra elettrica.

## Video
Il video di "Guardian" è girato prevalentemente in bianco e nero. All'inizio del video, prima che cominci la musica, si vede Alanis che scrive su un foglio di carta 'I'll be your keeper for life', un verso dal ritornello della canzone. La cantante viene ripresa mentre guarda da una posizione sopraelevata i tetti di Berlino, con un paio di ali d'angelo sulla schiena. Il video comprende scene di vita della metropoli tedesca, inquadrando passanti e mezzi di trasporto in Alexanderplatz. Marito e moglie litigano tra loro mentre la loro figlioletta si allontana e si va a sedere presso la fontana di Alexanderplatz. Sua madre si allontana dal marito, mentre la ragazzina guarda disperata verso il cielo. Durante il ritornello, con il video a colori, vediamo Alanis in una asettica stanza bianca, che canta e suona la chitarra in primo piano con alle spalle i suoi nuovi musicisti. Il video ritorna alle scene berlinesi, questa volta con la 'guardiana' Alanis che osserva dall'alto un ragazzino che viene maltrattato da due suoi coetanei, e anch'egli guarda in cerca di protezione verso il cielo. Dopo il secondo ritornello, vediamo un uomo che abbraccia sua moglie e il loro bambino appena nato e se ne va. Il video si conclude con scene della ragazzina, il ragazzino maltrattato e della neomadre che guardano verso il cielo, dopo aver scorto il loro 'guardiano', e Alanis che cammina verso la telecamera.
Il videoclip è un chiaro riferimento al film di Wim Wenders: Il cielo sopra Berlino.

## Tracce
CD1 single
1. Guardian 3:27 (Versione Radio Edit)
2. Guardian 4:18 (Versione Album Studio)

## Classifiche
| Classifica (2012) | Posizione massima |
| ----------------- | ----------------- |
| Austria           | 11                |
| Belgio Fiandre    | 37                |
| Canada            | 41                |
| Germania          | 13                |
| Giappone          | 34                |
| Irlanda           | 51                |
| Italia            | 19                |
| Paesi Bassi       | 62                |
| Svizzera          | 12                |
| Stati Uniti       | 119               |

## Pubblicazione
| Paese | Data           | Formato           |
| ----- | -------------- | ----------------- |
| Mondo | 11 maggio 2012 | Download digitale |